# Epifanij Slavineckij
Epifanij Slavineckij (in russo Епифаний Славинецкий?; ... – Mosca, 19 novembre 1675) è stato un religioso e traduttore russo.
Esperto in materia ecclesiastica, aiutò il patriarca Nikon nella riforma dei testi liturgici che portò al Grande Scisma della Chiesa ortodossa russa.
Negli anni 1620, frequentò la Chiesa della Fratellanza di Kiev, terminando in seguito i propri studi all'estero. Fu uno dei russi più istruiti del XVII secolo: oltre alla lingua madre padroneggiava infatti il latino, il polacco, il greco antico e l'ebraico. Al suo ritorno a Kiev prese i voti monastici al Pečerska Lavra. Al termine degli anni 1630, compilò il primo dizionario latino-slavo ecclesiastico, di cui nel corso della propria vita porrà in essere diverse revisioni.
Venuto a conoscenza delle competenze di Epifanij, lo zar Alessio I di Russia lo invitò a corte con il compito di correggere i testi ecclesiastici della Moscovia. Lo studioso arrivò a Mosca nel 1649, facendo visita quello stesso anno al Monastero della Trinità di San Sergio. Riuscì velocemente ad assicurarsi la protezione del boiardo Boris Morozov e del metropolita di Novgorod Nikon di Novgorod, che alcuni anni dopo salì al soglio di patriarca.
Epifanij entrò quindi nel Monastero di Čudov, nel Cremlino moscovita, dove fu nominato capo della Scuola Patriarcale e gli fu attribuita l'amministrazione della Pressa da stampa. Assieme alla confraternita degli Zelatori della Pietà, riuscì in questo periodo a far diventare i sermoni parte integrante della liturgia russa. Quest'ultima, infatti, fino ad allora non prevedeva alcun intervento diretto di colui che la officiava, ridotto a un mero "lettore" della parola divina. Tra gli anni 1650 e 1660, fu impegnato a porre in essere le revisioni dei libri ecclesiastici moscoviti e a tradurre Erasmo e Copernico dal latino.
Quando Nikon cadde in disgrazia, Epifanij lo sostenne cercando di provare che la sua deposizione era contraria alle norme del diritto ecclesiastico. Trascorse gli ultimi anni della propria vita traducendo la Septuaginta e il Nuovo Testamento, opere che gli erano state commissionate da Fëdor Rtiščev. Morì a Mosca nel 1675.